# Смагино (Орловская область)
Смагино — деревня в Ливенском районе Орловской области России.
Входит в Здоровецкое сельское поселение.

## География
Расположена в окружении четырёх населённых пунктов: Горностаевка (на севере), Гранкино и Здоровец (на западе) и Муратово (на юге).
В деревне имеются: площадь Свердлова и две улицы — Мира и Школьная.

## Население
| 2010 |
| ---- |
| 44   |